# Емсгавен
Емсгавен (нід. Eemshaven) (1973) — перевантажувальний порт, розташований у муніципалітеті Гет-Гогеланд у провінції Гронінген і є найбільшим морським портом у Північних Нідерландах. Він розташований на західному березі естуарію річки Емс, рукава Північного моря, де Емс впадає в нього.

## Порти
Гавань належить до класу CEMT і складається з чотирьох басейнів. Як і порт Делфзейл, Емсгавен управляється Groningen Seaports. Глибина водного шляху змінюється від NAP −12,80 до NAP −10,80 метрів. У порту діє система контролю руху. Блоковим каналом зв'язку дорожнього руху в Емсгавені є VHF канал 1. Усі кораблі повинні звітувати тут після прибуття та відбуття.

### Дукегат канал
Канал Дукегат утворює вхід до портів. Мінімальна ширина низу 200 × 15 м і глибиною NAP −15 м. Під час припливу судна мають максимальну осадку 11 м. На кінці каналу знаходиться поворотний басейн діаметром 440 м і глибиною NAP −15 м.

### Вільгельмінагавен
Цей басейн розташований на схід від поворотного басейну і призначений для суден з осадкою 11 м. Він має ширину дна 200 м, довжину 1200 м і має три причали: північний причал глибиною 18 м. м, Східна набережна глибиною 16 м, куди можна перевантажувати золу-винесення, гіпс тощо, та південна набережна глибиною 18 м для перевалки вугілля. Також є розвантажувальна рампа для будівельної сировини та будівельної вторсировини.
В 2022-му тут розмістили плавучий термінал для прийому ЗПГ Еемсгафен.

### Джуліанагавен
Ця улоговина розташована на захід від круга коливань і має глибину приблизно 12,5 м. Це 1200 м завдовжки і близько 250-300 метрів шириною. Торгова набережна має довжину 1130 м і ширину 300 м м.

### Еммагавен
Цей басейн розташований на захід від поворотного басейну та на південь від набережної в Джуліанахафені. Має 600 м, довжини 130 м завширшки і 8 м глибини. Він має плавучий причал 225 метрів на південній стороні  для суден внутрішнього плавання, каботажних і службових суден, а також службовий причал для лоцманської служби.

### Беатріксгавен
Це найпівнічніший басейн і має громадську набережну близько 1200 м на південній стороні м.

## Історія

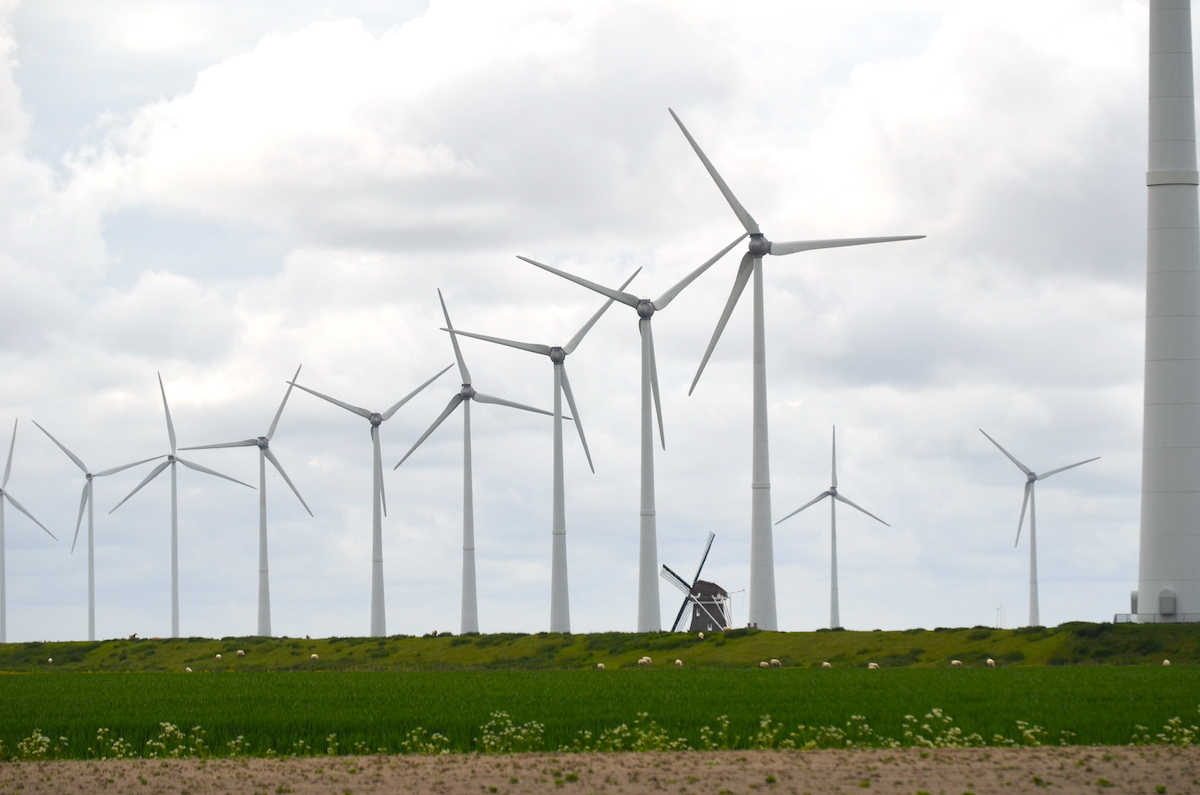
Історичний вітряк між вітровими турбінами в Емсгавені.

Гогеланд розташований на північ від міста Гронінген. Це було спричинено замуленням узбережжя Ваттового моря та появою насипу. На захід від нього була річка, що залишилася (Рейтдіп, канал від Гронінгена до Зуткампа), а на схід було внутрішнє море (Фівель), яке також називалося Тьярієт. Це внутрішнє море зменшилося в розмірах через замулення та підвищення набережної. Під час великої депресії 1920-1940 років річка Тджарієт була повністю затоплена. На півдорозі через цю дамбу (між Roodeschool / Oosteinde і Spijk) була побудована тимчасова робоча гавань Emertha. Пізніше поблизу цієї гавані був побудований Емсгавен.
Приблизно на цьому місці колись був зниклий порт Емета, у тодішньому гирлі річки Фівел у басейні моря Фівел.
У 1950-1960-х роках голландська економіка швидко розвивалася. Для потужного промислового розвитку, який переживала країна, було потрібно багато місця. Одним із обраних заходів було будівництво нового морського порту на півночі Нідерландів. Ним став Емсгавен, приблизно за 20 кілометрів на північ від існуючого морського порту Делфзейл, у муніципалітеті Хет Хогеланд (теперішня назва муніципалітету).
Однією з причин вибору саме півночі був великий надлишок працівників, які раніше працювали в сільському господарстві.  8 У лютому 1968 року провінційна рада Гронінгена вирішила реалізувати проект Емсгавен. Основний план передбачав будівництво гавані для кораблів місткістю до 40 тис тонн, які згодом можуть бути збільшені до 70 000 тонн. Творцями плану були гронінгенські гідротехніки Дж. ван Він і Н. Наннінга. Фактичний проект гавані належить Йохану ван Віну. Він спроектував гавань таким чином, що гирло гавані простягається в Дукегат. Дукегат — глибоководна протока у Ваттовому морі. Така конструкція дає можливість судам з великою осадкою, а отже, і великим тоннажем, мати доступ до Емсгавена.
Перший етап робіт було завершено в 1973 році, і 7 червня того ж року, одночасно з розширенням порту Делфзейл, королева Юліана відкрила Емсгавен з пасажирського судна «Роттум».

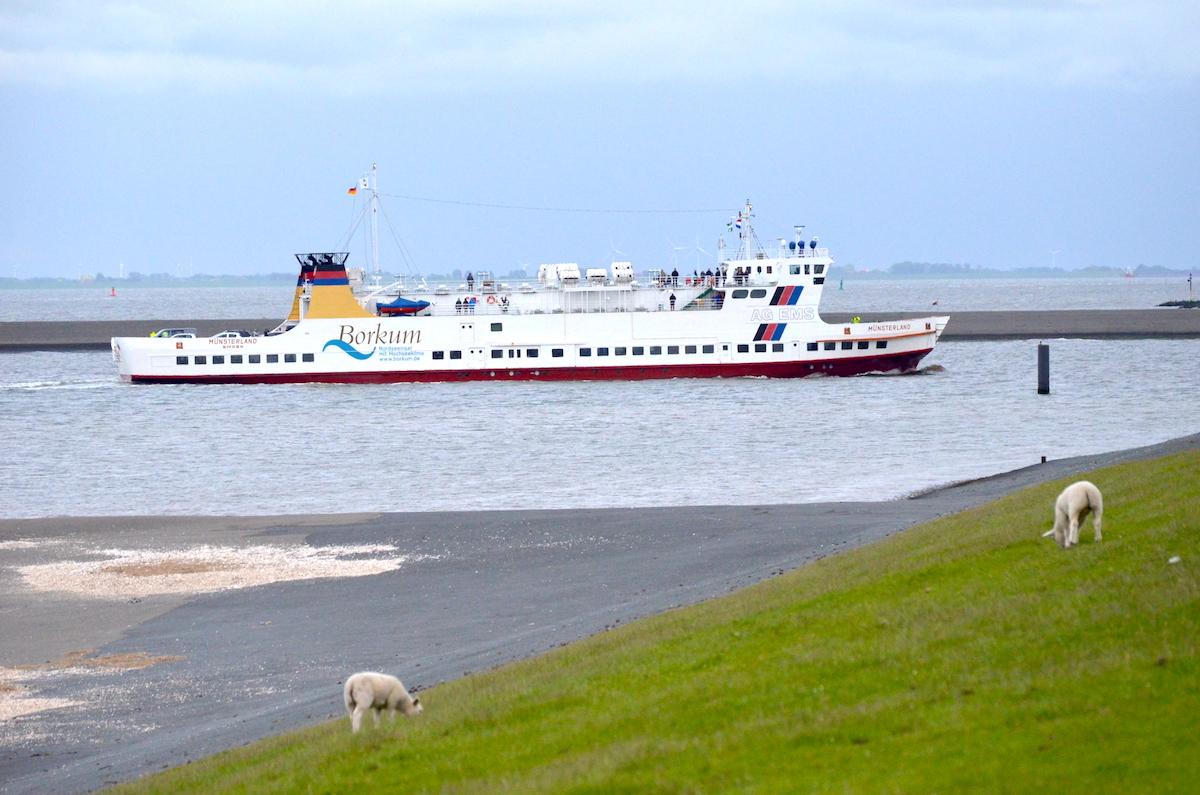
Пором «Münsterland» з Боркума заходить у порт Емсмонд.

Перший клієнт прийшов до Емсгавена в 1976 році: AG Ems взяла в користування ділянку землі та причал уздовж каналу Дукегат. Судноплавна компанія продовжила обслуговування пасажирських перевезень до німецького острова Боркум. Так званий Butterfahrt компанії "Kamstra" переїхали з Делфзейла до Емсгавена. Останні були скасовані в 1999 році, коли європейське об'єднання припинило безмитні покупки в міжнародних водах.

## Компанії

### Поромні термінали
В Емсгавені є кілька поромних терміналів, у тому числі AG Ems з поромним сполученням до Боркума.
У 2019 році були плани щодо поромного сполучення до Росайта в Шотландії.

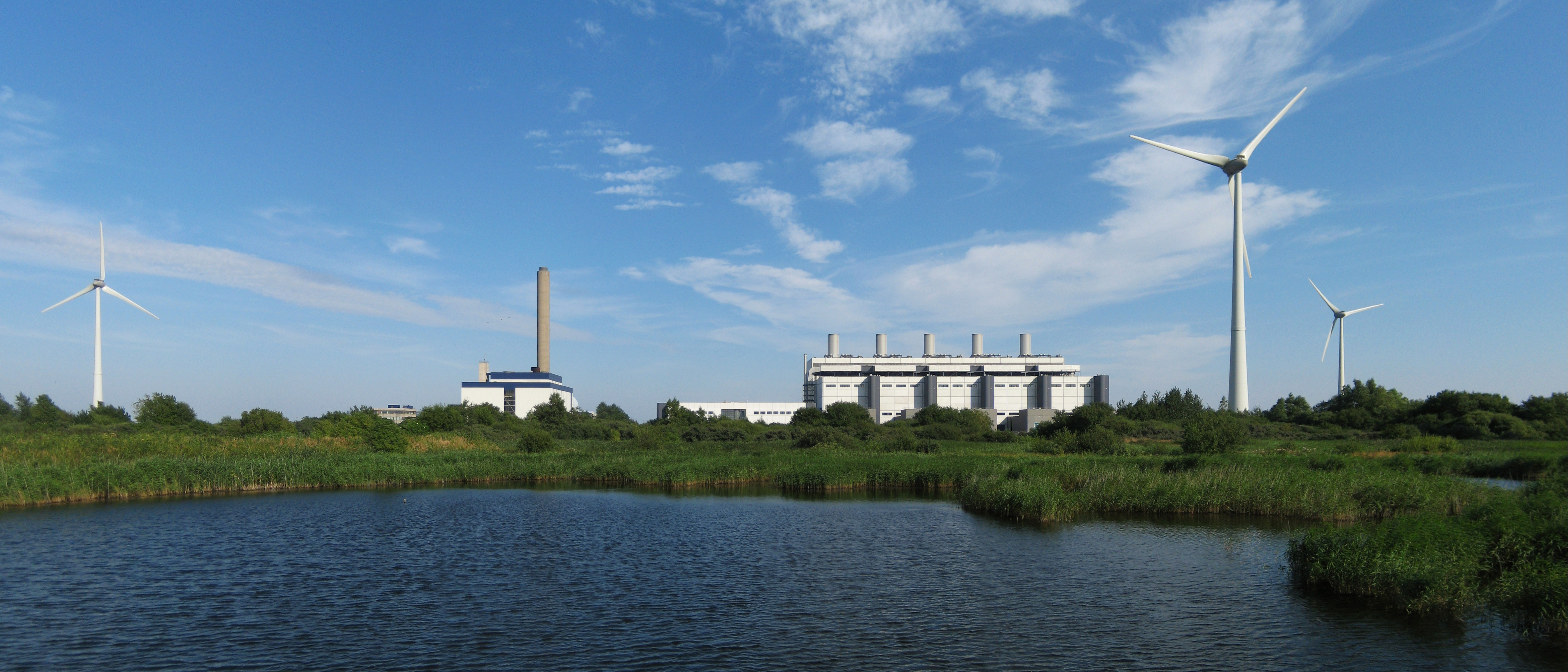
Електростанція Eems (2012)

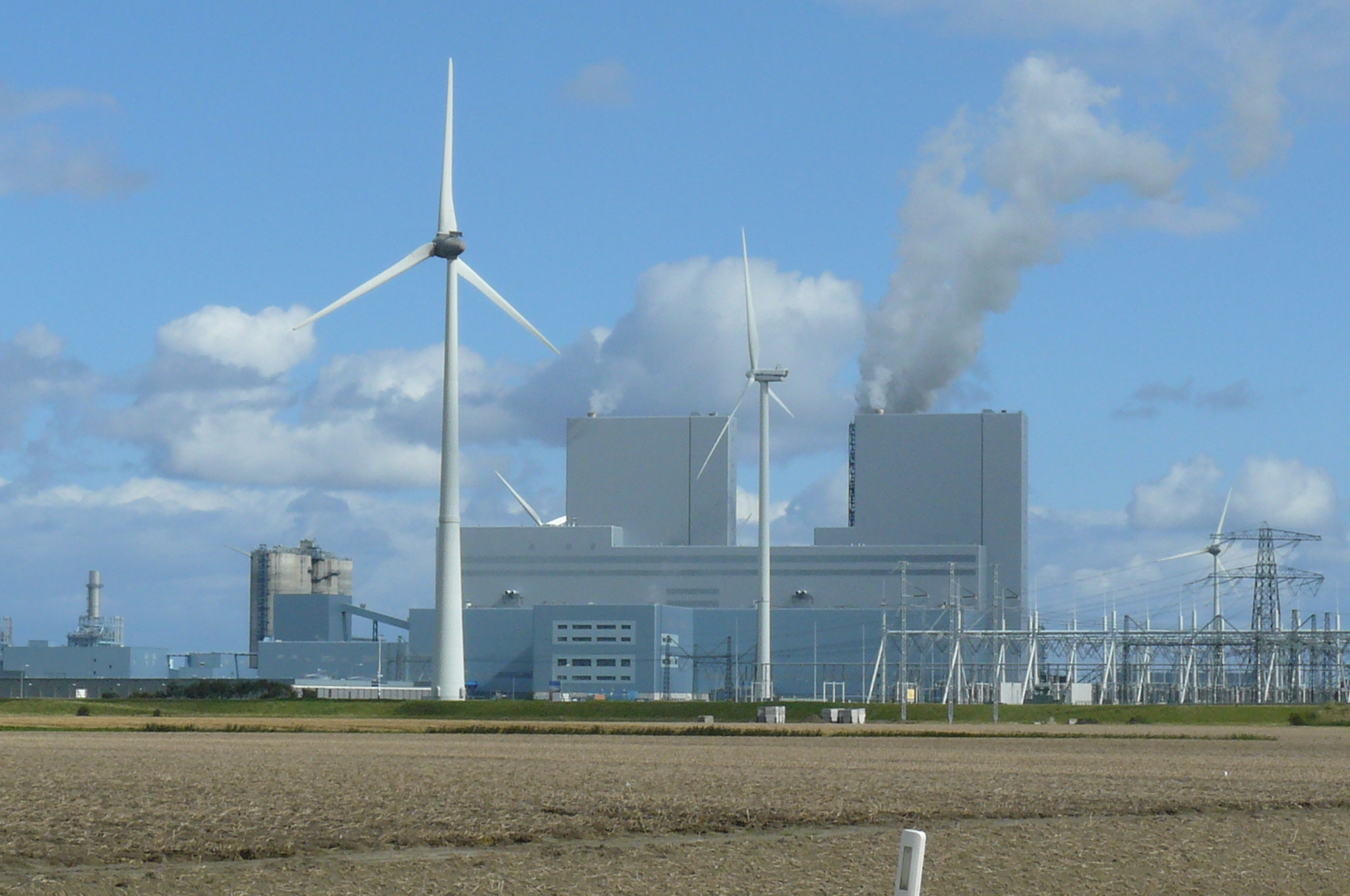
Вугільна електростанція RWE у 2017 році

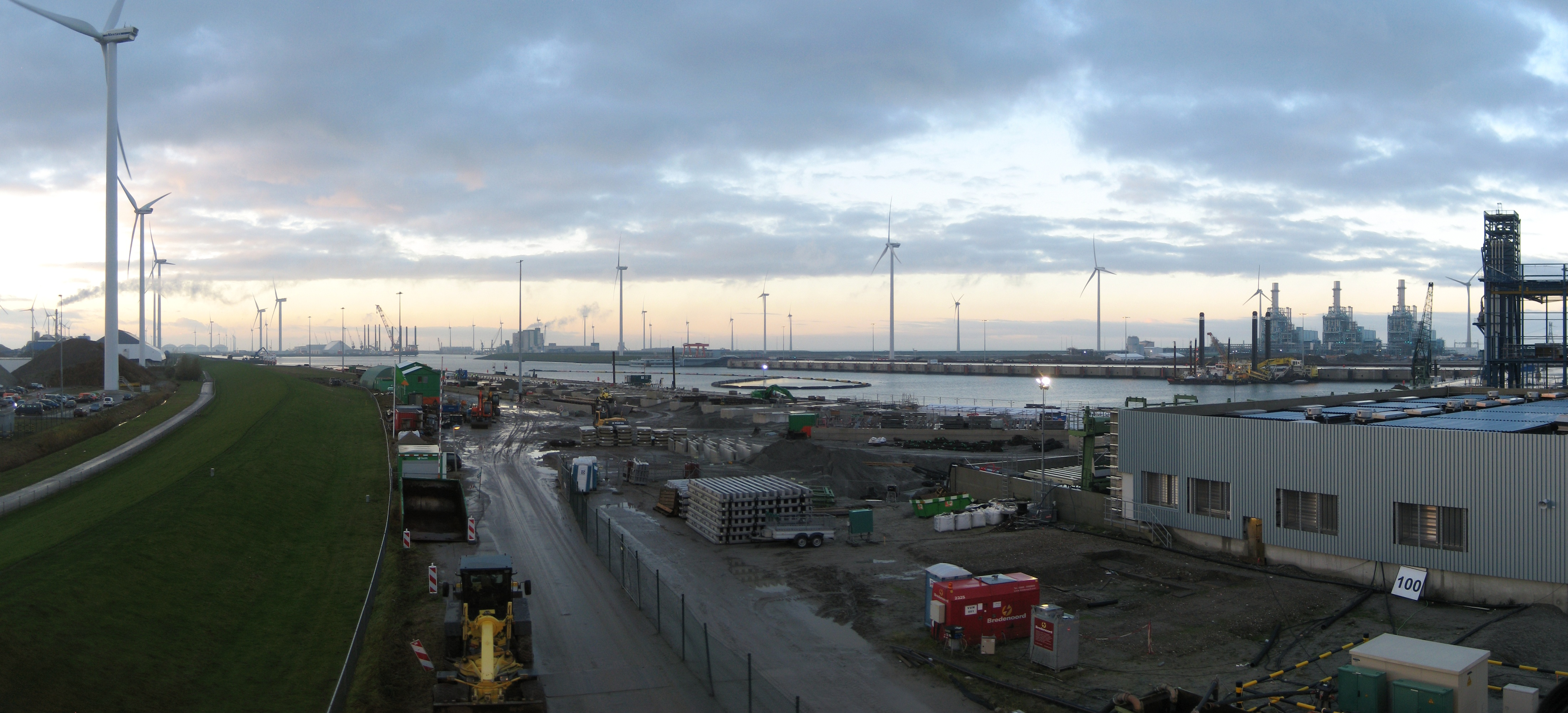
Робота в Вільгельмінахафен під час будівництва вугільної електростанції RWE (листопад 2012)

7 квітня 2022 року перший пором "Holland Norway Lines", MS Romantika, вирушив з Беатріксгафена в Емсгавені та здійснив 18-годинну подорож до Крістіансанну в Норвегії. Пором розрахований на 60 вантажівок, 300 легкових і 2500 пасажирів.

### Електростанції
Наразі Oostlob є територією, де очікується найбільший розвиток.
Емсгавен відіграє важливу роль в енергопостачанні Нідерландів. З 1997 року "Electrabel" має п’ять газових установок ПГУ з електростанції Емс із загальною потужністю 1750 мегават (МВт), газова комбінована установка потужністю 675 МВт та газотурбінну установку потужністю 17 МВт. Також на ділянці є дев'ять вітрових турбін загальною потужністю 27 МВт.
"NUON" розпочав у 2008 році будівництво багатопаливної електростанції Nuon Магнум потужністю приблизно 1200 МВт. Електростанція може виробляти електроенергію з газу, вугілля та біомаси. Nuon Magnum будується в два етапи. Спочатку Nuon побудує газову секцію, яка запрацює у 2012 році, а пізніше – установку газифікації вугілля та установку уловлювання CO 2. У квітні 2011 року Nuon вирішив відкласти плани щодо 2-го етапу принаймні до 2020 року. Будівництво газової електростанції тривало у звичному режимі, а в середині 2013 року станцію було офіційно введено в експлуатацію. Станом на 30 вересня 2022 року Vattenfall продасть електростанцію Magnum німецькій RWE. Продаж забезпечить Vattenfall близько 500 мільйон євро.